# 1969년 칸 영화제
제22회 칸 영화제는 1969년 5월 8일부터 1969년 5월 23일까지 열린 영화제이다. 프랑스 칸에서 개최되었다.

## 수상

### 황금종려상
- 만약 - 린지 앤더슨 수상
- 아달렌 31 - 보 비더버그
- 제트 - 장-루이 트린티냥

### 심사위원대상
- 아달렌 31 - 보 비더버그 수상

### 감독상
- 죽음의 안토니오 - 글라우버 로샤 수상
- 올 굿 시티즌 - 보체크 자스니 수상

### 여우주연상
- 맨발의 이사도라 - 바네사 레드그레이브 수상

### 남우주연상
- 제트 - 장-루이 트린티냥 수상

### 심사위원특별상
- 안드레이 루블레프 - 안드레이 타르코프스키 수상